# Бек (Монтферланд)
Бек (нід. Beek) — село в нідерландській провінції Гелдерланд, на кордоні із Німеччиною. Входить до муніципалітету Монтферланд. Перша згадка про населений пункт датується 1206 роком.

## Визначні уродженці
- Клеменс Вестергоф (нар. 1940), футбольний тренер[2].

## Галерея

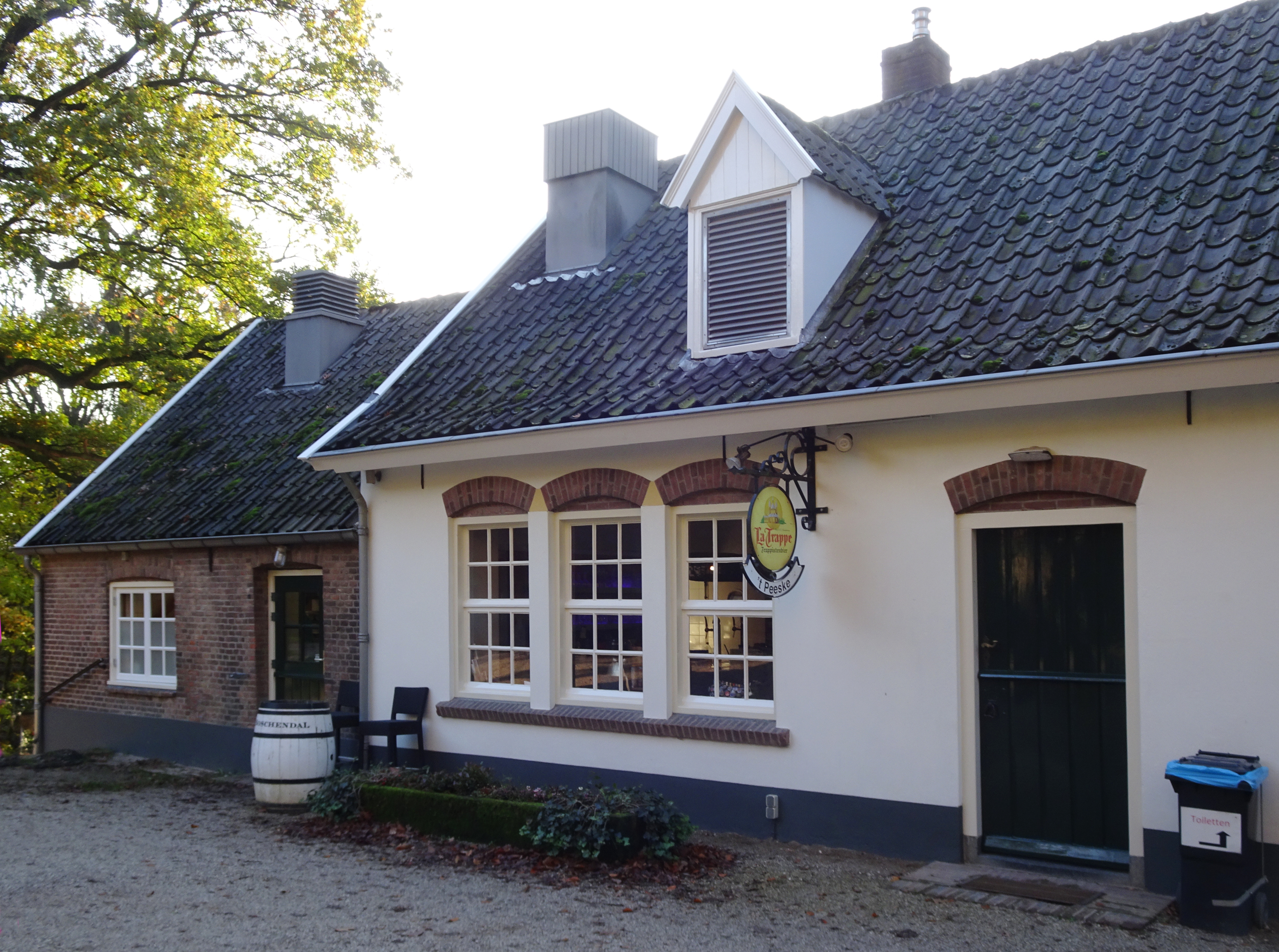
Паб у селі
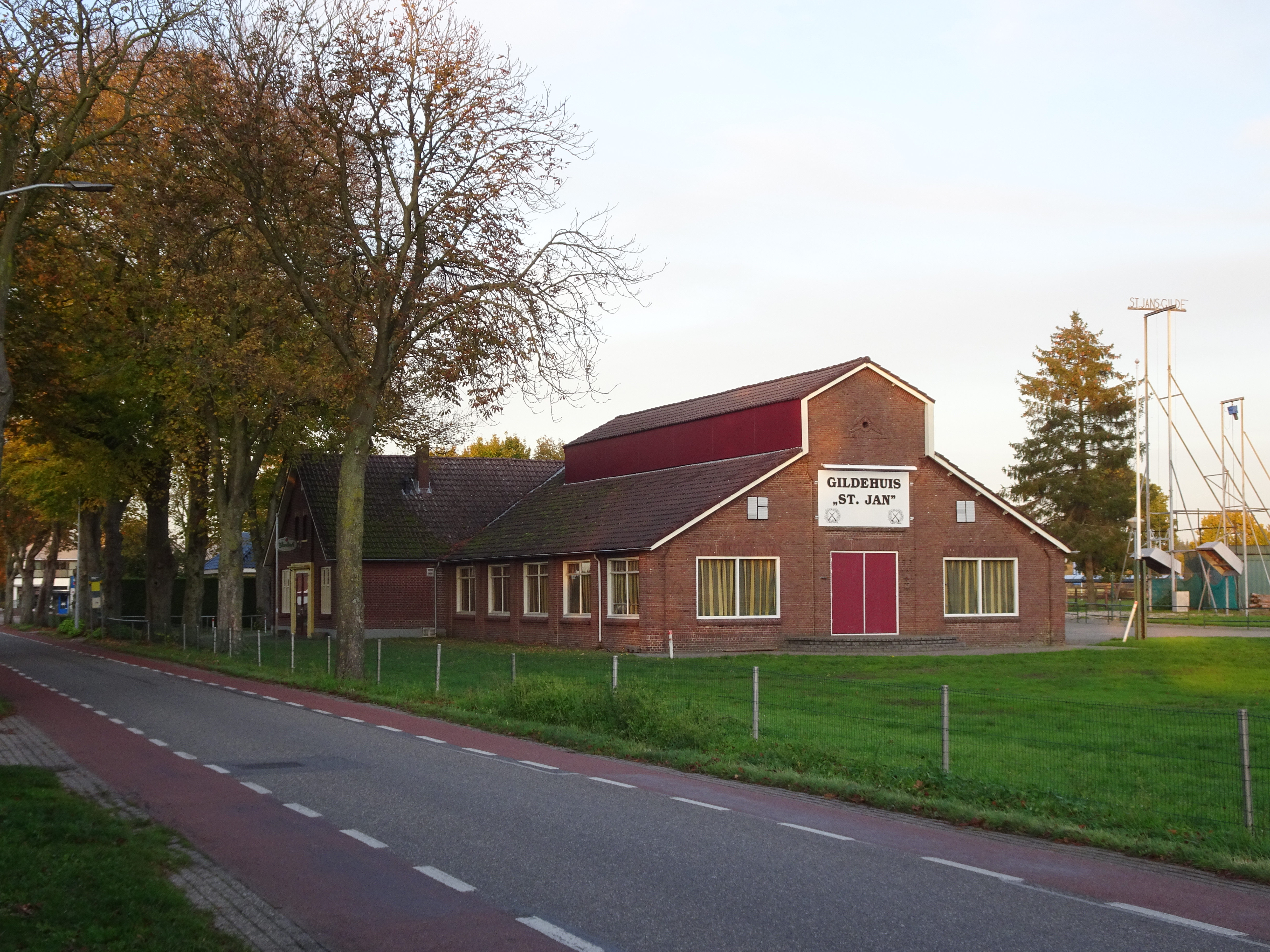
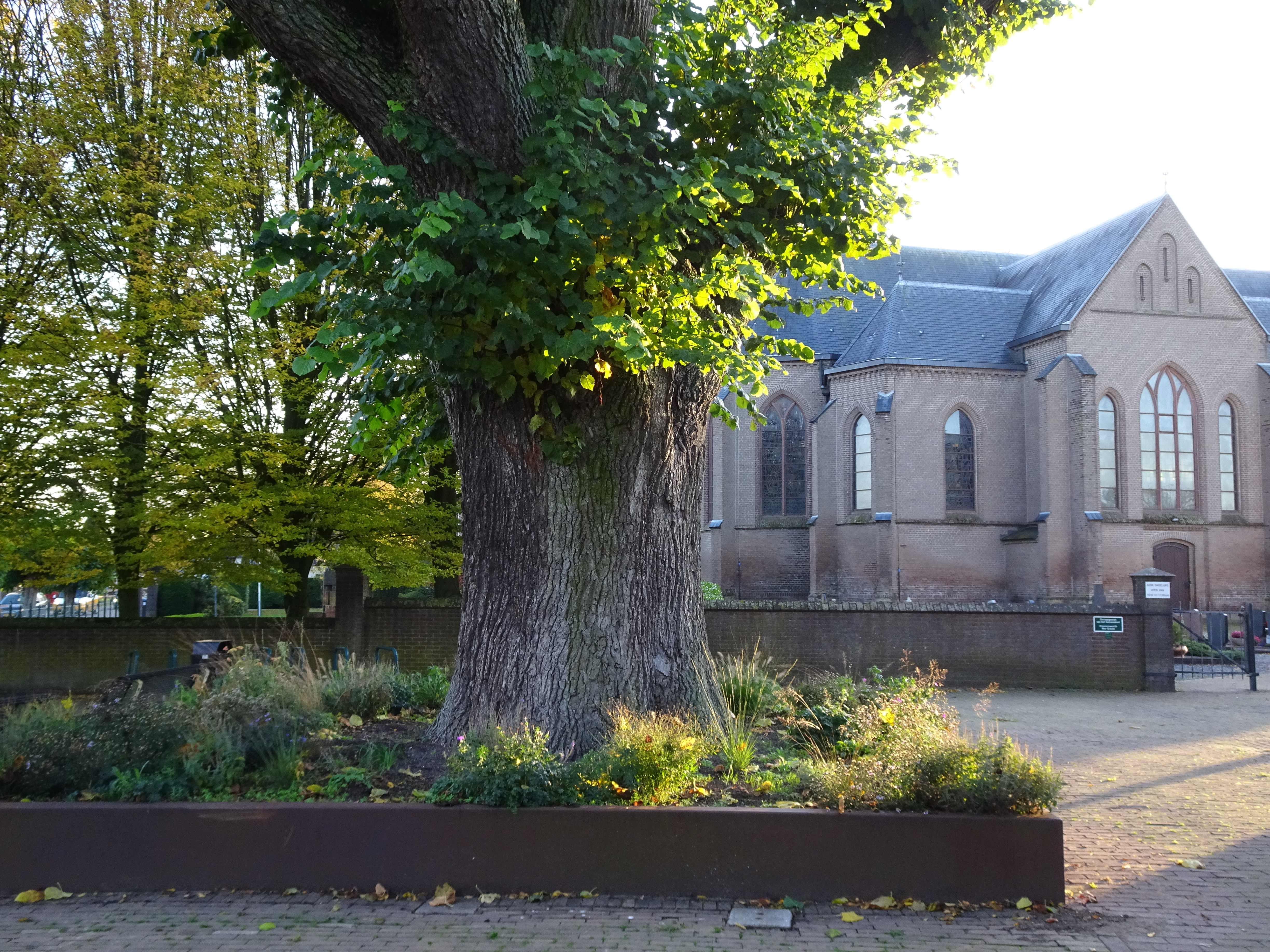
Церква
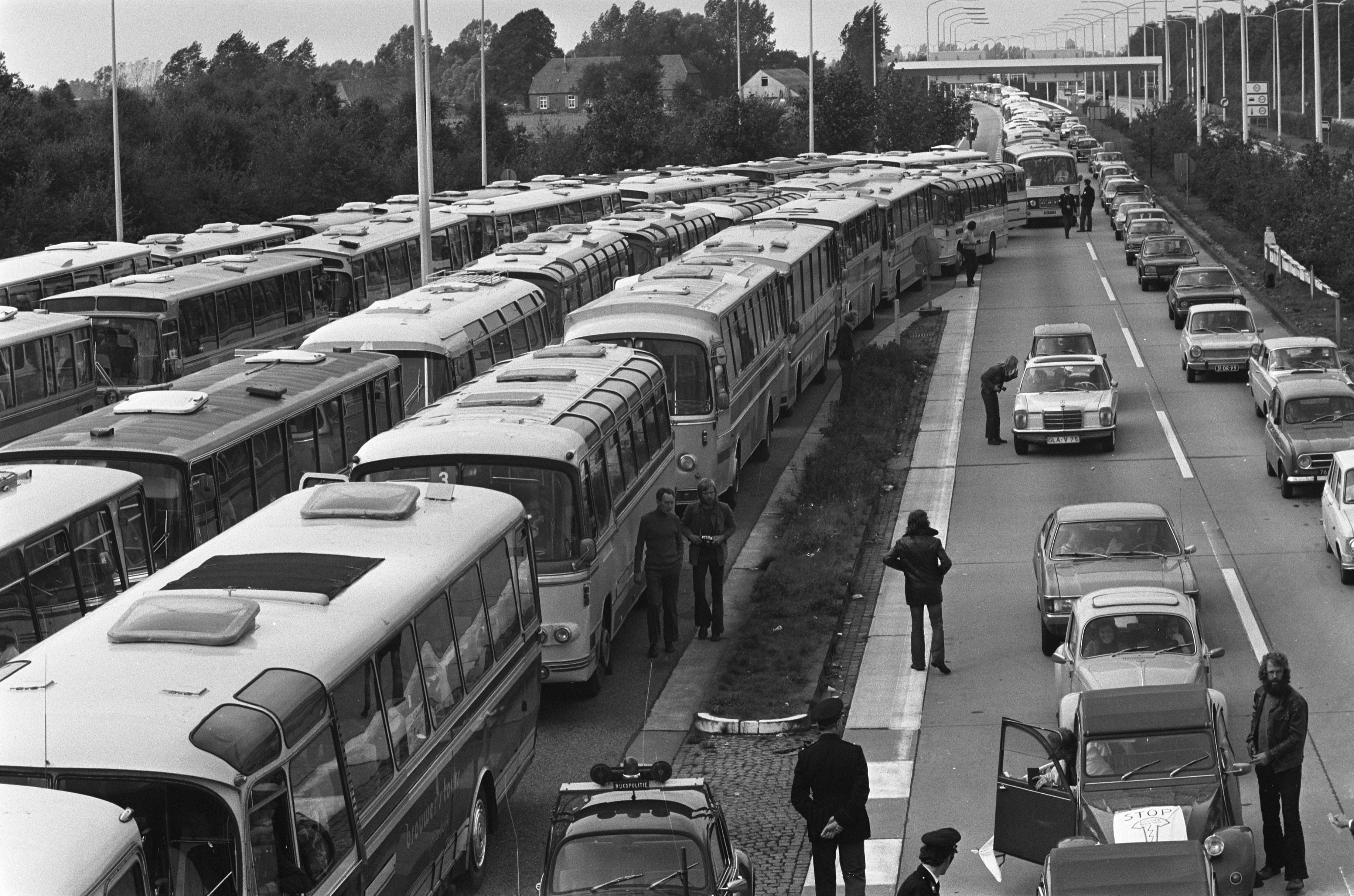
Демонстрація проти будівництва атомного реактора